# Osgoodomys banderanus
Osgoodomys banderanus — это вид из монотипичекого рода подсемейства неотомовых хомяков (Neotominae), обитающих в Мексике.
Длина тела этих хомяков отавляет 10 до 12 сантиметров, длина хвоста от 11 до 13 сантиметров, вес от 50 до 70 граммов, их мех на спине серо-коричневый, живот и лапы белые. Череп очень тонкий и изящный.
Osgoodomys banderanus обитают исключительно на юго-западе Мексики, в районе штатов Наярит, Халиско, Мичоакан и Герреро. Они живут в зарослях кустарников как на побережье, так и внутри страны.
Этих животных можно встретить как на земле, так и на деревьях. Они строят гнезда из листьев, травы и другого растительного материала либо в дуплах деревьев, либо на земле. Их рацион состоит из семян, фруктов и насекомых.
Osgoodomys banderanus является близким родственником белоногих хомячков (Peromyscus), иногда его также включают в этот род.